# 金峰山

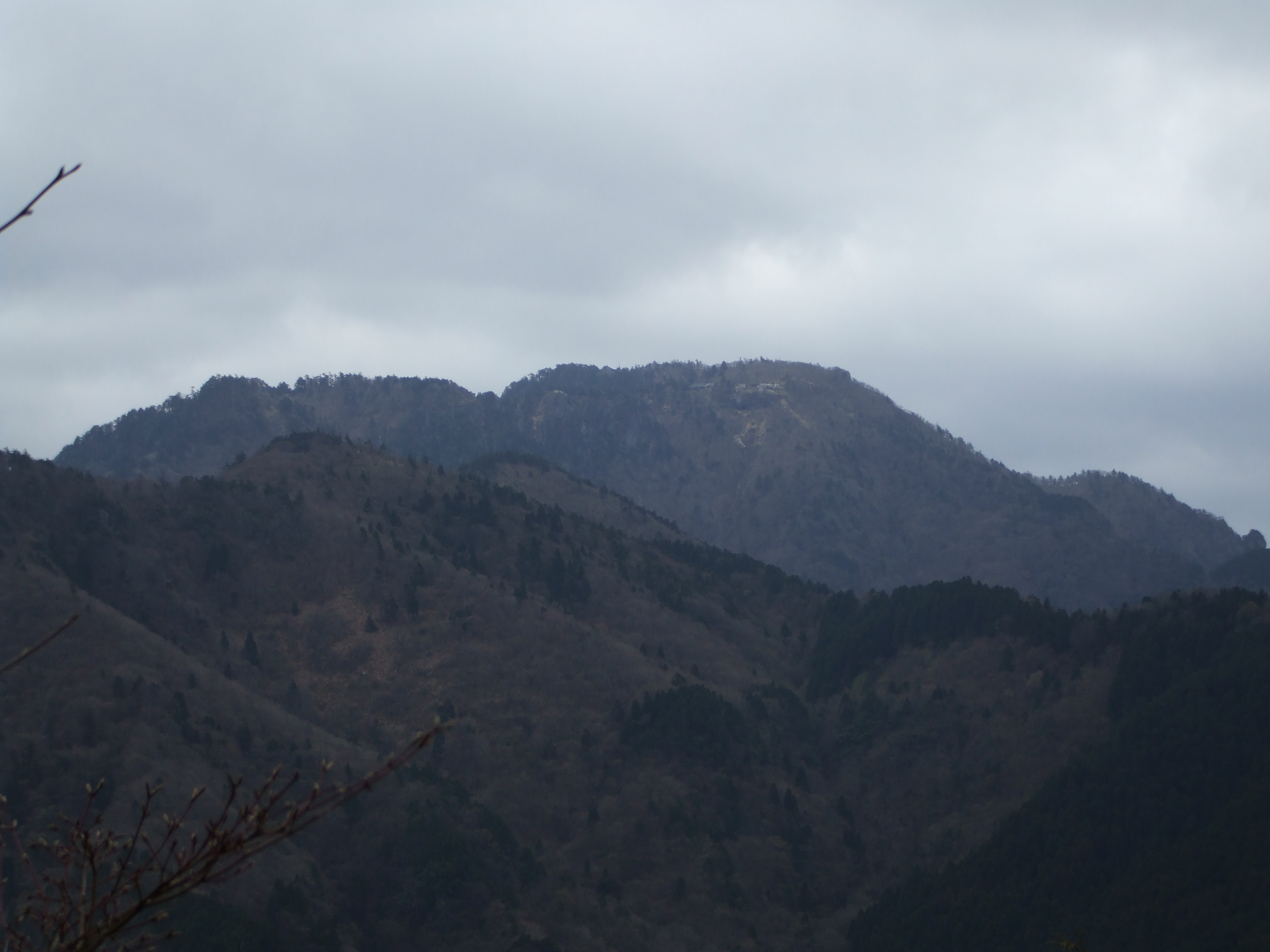
大天井ヶ岳から山上ヶ岳を望む

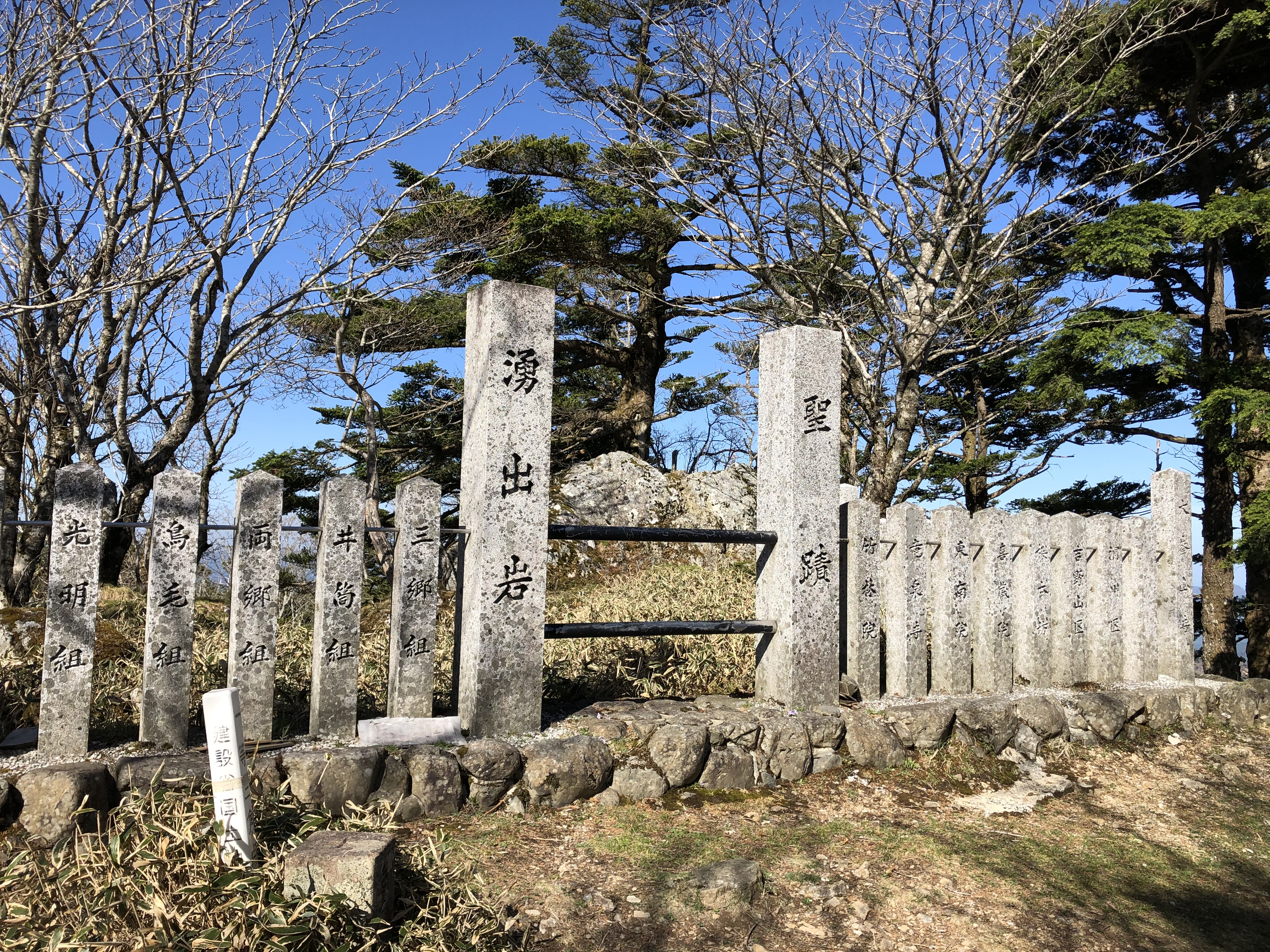
山上ヶ岳山頂

金峰山（きんぷせん）とは、奈良県の大峰山脈のうち吉野山から山上ヶ岳までの連峰の総称である。金峯山とも表記し、「金の御岳（かねのみたけ）」とも呼ばれる。
吉野山の金峯山寺は修験道の中心地の一つであり、現在は金峯山修験本宗の総本山である。

## 主な峰
- 高城山 (698m)
- 青根ヶ峰 (858m)
- 四寸岩山 (1,236m)
- 大天井ヶ岳 (1,439m)
- 山上ヶ岳 (1,719m)

## 各地の金峰山
日本各地にも同名の山があるが、多くはその山に、奈良県吉野金峰山の蔵王権現を勧請したことに因む。また、同じ山に金峰山と御嶽山の両方の名称が使われることがある。